# Штрафная марка

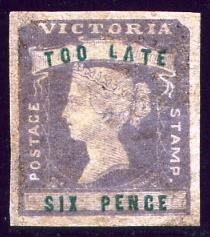
Штрафная марка Виктории 1855 г.

Штрафна́я ма́рка — вид служебных марок для нужд почтовых служб, использовавшихся для подтверждения взимания дополнительной платы за принятие почтовых отправлений, сданных после завершения работы почтового отделения (в тех случаях, когда такая услуга была доступна).
Порядок принятия почтой почтовых отправлений после закрытия почтового отделения был, в частности, описан в руководстве британского почтового ведомства «British Post Office Guide» 1938 года: 

«Во многих почтовых отделениях письма для отправки ночной почтой после уплаты специального сбора за опоздание в размере ½ пенни могут быть отправлены после окончания обычного времени приёма отправлений. В некоторых случаях аналогичные услуги оказываются в связи с дневной почтой. Кроме того, во всех почтовых поездах, к которым прицеплены сортировочные вагоны, имеются почтовые ящики для приёма опоздавших писем с наклееной дополнительной почтовой маркой номиналом ½ пенни.»— Collecting Too Late and Late Fee stamps and postal history. linns.com. Дата обращения: 8 августа 2019.
Штрафные марки выпускались в небольшом числе государств:
- В 1855 году в австралийском штате Виктория были выпущены почтовые марки с надписью англ. «Too Late» («Слишком поздно») номиналом 6 пенсов[3].
- В Панаме в 1903—1916 годах были в обращении штрафные марки (опоздания) с текстом исп. «Retardo» («Опоздание»)[3]. Причём в 1910 году для преобразования обычных почтовых марок в штрафные там использовался резиновый штамп с текстом исп. «Retardo» («Опоздание»)[4].
- В Колумбии с 1886 года по 1919 год, (по цене 2,5 сентаво[4]) а также в её департаментах — Антиокии в 1899—1906 годах и Боливаре в 1903 году эмитировались такие марки.[3][5]
- В Дании в 1923 году также отмечен такой выпуск[6].
- В Уругвае такие марки с изображением парохода были выпущены в 1936 году[4].

В ГДР надбавка за поступившие после закрытия почтового отделения почтовые отправления взималась наличными без использования штрафных марок. Подобные сборы взимались в начале XIX века на Британских островах и дизайн штампов у разных почтовых отделений различался.
В некоторых странах существуют также фискальные марки, которые используются для уплаты штрафов.
Иногда штрафными марками в филателистической литературе неправильно называют доплатные марки.
| Штрафные марки разных стран | Штрафные марки разных стран | Штрафные марки разных стран | Штрафные марки разных стран | Штрафные марки разных стран |
| --------------------------- | --------------------------- | --------------------------- | --------------------------- | --------------------------- |
|                             |                             |                             |                             |                             |
| Панама, 1903 г.             | Колумбия, 1886 г. (Sc #I1)  | Антиокия, 1902 г. (Sc #I3)  | Дания, 1923 г. (Mi #14)     | Уругвай, 1936 г.            |